# 16e cérémonie des National Television Awards
La 16e cérémonie des National Television Awards (NT Awards), a eu lieu le 26 janvier 2011, et a récompensé les meilleurs programmes diffusés à la télévision britannique.

## Palmarès

### Most popular serial drama
- EastEnders
  - Coronation Street
  - Emmerdale
  - Hollyoaks

### Most popular drama
- Waterloo Road
  - Doctor Who
  - Shameless
  - Sherlock

### Most Popular Newcomer
- Ricky Norwood pour le rôle de Fatboy dans EastEnders
  - Paula Lane pour le rôle de Kylie Platt / Kylie Turner dans Coronation Street
  - Marc Silcock pour le rôle de Jackson Walsh dans Emmerdale
  - Olga Fedori pour le rôle de Frieda Petrenko dans Holby City

### Best Drama Performance
- David Jason pour le rôle de William George « Jack » Frost dans Inspecteur Frost (A Touch of Frost)
  - Benedict Cumberbatch pour le rôle de Sherlock Holmes dans Sherlock
  - Matt Smith pour le rôle du Dr Who dans Doctor Who
  - Philip Glenister pour le rôle de Gene Hunt dans Ashes To Ashes

### Best Digital Choice
- Les Boloss : Loser attitude (The Inbetweeners) (E4)
  - Glee (E4)
  - Peter Andre: The Next Chapter

### Outstanding Serial Drama Performance
- Lacey Turner pour le rôle de Stacey Branning dans EastEnders
  - Katherine Kelly pour le rôle de Becky Granger dans Coronation Street
  - Steve McFadden pour le rôle de Phil Mitchell dans EastEnders
  - Danny Miller pour le rôle d'Aaron Livesy dans Emmerdale

### Most Topical Magazine Programme
- This Morning
  - BBC Breakfast
  - Loose Women

### Most popular entertainment programme
- I'm a Celebrity... Get Me Out of Here!
  - QI
  - Mock the Week
  - Big Brother (UK)

### Most popular talent show
- The X Factor
  - Strictly Come Dancing
  - Dancing on Ice
  - Britain's Got Talent

### Most Popular Factual Programme
- Top Gear
  - Celebrity MasterChef
  - Junior Apprentice
  - Who Do You Think You Are?

### Most popular entertainment presenter
- Ant & Dec
  - Paul O'Grady
  - Davina McCall
  - Dermot O'Leary

### Most Popular Comedy Programme
- Benidorm
  - Harry Hill's TV Burp
  - Michael McIntyre's Comedy Roadshow
  - Outnumbered

### Special Recognition Award
- Bruce Forsyth